# Craig Raymond
Craig Milford Raymond (Aberdeen, Washington; 5 de abril de 1945-Provo, Utah, 15 de octubre de 2018) fue un jugador de baloncesto estadounidense que disputó una temporada de la NBA y otras 4 de la ABA. Con 2,11 metros de estatura, jugaba en la posición de pívot.

## Trayectoria deportiva

### Universidad
Jugó durante 3 temporadas con los Cougars de la Universidad Brigham Young, en las que promedió 8,5 puntos y 7,1 rebotes por partido. En 1967, su último año de carrera, fue incluido en el segundo mejor quinteto de la Western Athletic Conference.

### Profesional
Fue elegido en la duodécima posición del Draft de la NBA de 1967 por Philadelphia 76ers, pero decidió probar suerte en la Liga Italiana, yendo a jugar al Simmenthal Milano, donde promedió 18,5 puntos esa temporada. Regresó al año siguiente a Philadelphia 76ers, equipo que contaba con Darrall Imhoff y George Wilson jugando en su misma posición, por lo que apenas contó para su entrenador, Jack Ramsay, jugando únicamente en 27 partidos poco más de 6 minutos por noche.
Tras ese fracaso, decidió probar en la liga rival, la ABA, fichando por los Pittsburgh Pipers. En la liga del balón tricolor tuvo más minutos de juego, pero se convirtió en un trotamundos, jugando en 6 equipos diferentes a lo largo de 4 temporadas. Tras media temporada en Pittsburgh, fue traspasado a Los Angeles Stars. Al año siguiente recalaría en los Memphis Pros, donde jugó la temporada completa, siendo traspasado al año siguiente a The Floridians, equipo en el que permaneció hasta que desapareció ese mismo año. Entró entonces en un draft de dispersión, siendo elegido por Virginia Squires, equipo en el que no llegó a debutar, siendo de nuevo incluido en un draft de expansión y elegido por San Diego Conquistadors, donde únicamente jugó 6 partidos antes de ser cortado. Firmó ese mismo año por Indiana Pacers, donde jugaría sus últimos 8 partidos como profesional. En el total de su carrera promedió 6,9 puntos y 6,3 rebotes por partido.

#### Estadísticas

##### Temporada regular
| Temporada | Edad | Equipo                  | Liga  | P   | TIT | MIN  | TC  | TCA  | %TC  | 3P  | 3PA | %3P  | TL  | TLA | %TL  | R.OF. | R.DEF. | REB  | ASIS | ROB | TAP | PER | FP  | PTS  |
| 1968-69   | 23   | Philadelphia 76ers      | NBA   | 27  |     | 6.6  | 0.8 | 2.4  | .344 |     |     |      | 0.4 | 0.6 | .647 |       |        | 2.5  | 0.3  |     |     |     | 1.7 | 2.0  |
| 1969-70   | 24   | TOTAL                   | ABA   | 80  |     | 29.5 | 4.8 | 10.2 | .475 | 0.0 | 0.0 | .000 | 2.4 | 3.8 | .625 | 1.8   | 8.1    | 10.0 | 1.9  |     |     | 3.1 | 3.4 | 12.0 |
| 1969-70   | 24   | Pittsburgh Pipers       | ABA   | 34  |     | 23.2 | 2.9 | 6.7  | .437 | 0.0 | 0.0 |      | 1.5 | 2.9 | .531 | 1.2   | 6.3    | 7.5  | 1.6  |     |     | 3.2 | 2.9 | 7.4  |
| 1969-70   | 24   | Los Angeles Stars       | ABA   | 46  |     | 34.1 | 6.2 | 12.7 | .491 | 0.0 | 0.0 | .000 | 3.0 | 4.5 | .670 | 2.3   | 9.5    | 11.7 | 2.2  |     |     | 3.0 | 3.8 | 15.4 |
| 1970-71   | 25   | Memphis Pros            | ABA   | 56  |     | 19.7 | 2.5 | 5.9  | .430 | 0.0 | 0.0 | .000 | 1.2 | 1.9 | .632 | 1.1   | 4.0    | 5.2  | 1.6  |     |     | 1.8 | 2.2 | 6.3  |
| 1971-72   | 26   | The Floridians          | ABA   | 64  |     | 13.9 | 1.6 | 3.5  | .458 | 0.0 | 0.0 | .000 | 0.8 | 1.2 | .632 | 1.0   | 3.5    | 4.4  | 1.0  |     |     | 1.4 | 1.7 | 4.0  |
| 1972-73   | 27   | TOTAL                   | ABA   | 14  |     | 12.0 | 0.9 | 2.8  | .308 | 0.0 | 0.0 |      | 0.7 | 1.0 | .714 | 1.6   | 3.6    | 5.2  | 0.5  |     |     | 1.1 | 1.7 | 2.4  |
| 1972-73   | 27   | San Diego Conquistadors | ABA   | 8   |     | 16.9 | 1.3 | 3.9  | .323 | 0.0 | 0.0 |      | 1.1 | 1.5 | .750 | 2.5   | 5.4    | 7.9  | 0.8  |     |     | 1.5 | 2.0 | 3.6  |
| 1972-73   | 27   | Indiana Pacers          | ABA   | 6   |     | 5.5  | 0.3 | 1.3  | .250 | 0.0 | 0.0 |      | 0.2 | 0.3 | .500 | 0.5   | 1.2    | 1.7  | 0.2  |     |     | 0.5 | 1.3 | 0.8  |
| Total     |      |                         | TOTAL | 241 |     | 19.5 | 2.8 | 6.1  | .452 | 0.0 | 0.0 | .000 | 1.4 | 2.1 | .631 | 1.4   | 5.4    | 6.3  | 1.4  |     |     | 2.1 | 2.4 | 6.9  |
|           |      |                         | ABA   | 214 |     | 21.1 | 3.0 | 6.6  | .457 | 0.0 | 0.0 | .000 | 1.5 | 2.3 | .630 | 1.4   | 5.4    | 6.7  | 1.5  |     |     | 2.1 | 2.5 | 7.5  |
|           |      |                         | NBA   | 27  |     | 6.6  | 0.8 | 2.4  | .344 |     |     |      | 0.4 | 0.6 | .647 |       |        | 2.5  | 0.3  |     |     |     | 1.7 | 2.0  |

##### Playoffs
| Temporada | Edad | Equipo            | Liga | P  | MIN | TCA | TC  | 3PA | 3P | TLA | TL | R.OF. | REB | ASIS | ROB | TAP | PER | FP | PTS | %TC  | %3P | %FT   | MIN  | PTS  | REB  | AST |
| 1969-70   | 24   | Los Angeles Stars | ABA  | 17 | 664 | 113 | 240 | 0   | 0  | 70  | 91 |       | 254 | 41   |     |     | 75  | 65 | 296 | .471 |     | .769  | 39.1 | 17.4 | 14.9 | 2.4 |
| 1970-71   | 25   | Memphis Pros      | ABA  | 2  | 17  | 3   | 7   | 0   | 0  | 2   | 2  | 2     | 4   | 1    |     |     | 2   | 1  | 8   | .429 |     | 1.000 | 8.5  | 4.0  | 2.0  | 0.5 |
| 1971-72   | 26   | The Floridians    | ABA  | 4  | 62  | 15  | 23  | 0   | 0  | 2   | 3  |       | 22  | 2    |     |     | 1   | 6  | 32  | .652 |     | .667  | 15.5 | 8.0  | 5.5  | 0.5 |
| Total     |      |                   | ABA  | 23 | 743 | 131 | 270 | 0   | 0  | 74  | 96 | 2     | 280 | 44   |     |     | 78  | 72 | 336 | .485 |     | .771  | 32.3 | 14.6 | 12.2 | 1.9 |